# 上红科乡
上红科乡，是中华人民共和国青海省果洛藏族自治州达日县下辖的一个乡镇级行政单位。

## 行政区划
上红科乡下辖以下地区：
哈青牧委会、尼勒牧委会、药根牧委会和尼什多牧委会。